# Матавеси, Джош
Джошуа Льюис Матавеси (англ. Joshua Lewis Matavesi, родился 5 октября 1990 года) — фиджийский регбист англо-корнуольского происхождения, выступает за команду «Тойота Индастриз Шаттлз».

## Биография

### Семья
Отец — Сирели Матавеси, фиджийский регбист, уроженец Вануа-Балаву (острова Лау). В 1987 году во время тура в составе клуба «Фиджи Барбарианс» встретил свою будущую супругу, корнуоллку Карен, мать Джошуа. Сам Джошуа называет себя корнуолльским фиджийцем, а не англичанином. В семье также есть братья Сэм и Джоэл, также регбисты.

### Клубная карьера
Джош начинал свою карьеру в клубе «Маунтс-Бей», игравшем во Втором Национальном Дивизионе регби. Выступал за Колледж Труро и за клуб «Эксетер Юнайтед». В августе 2009 года перешёл в клуб «Эксетер Чифс», дебютировал в матче против «Сейл Шаркс» на позиции фуллбэка. В 2010 году перешёл в «Расинг Метро 92», где должен был выходить на замену в случае травмы Хуана Мартина Эрнандеса. Дебют состоялся в апреле 2011 года против «Ажена». В 2012 году перешёл в «Вустер Уорриорз», 31 января 2014 года подписал контракт с «Оспрейз», а с сезона 2017/2018 играет за «Ньюкасл Фэлконс».

### Карьера в сборной
В декабре 2008 года Матавеси был вызван в молодёжную сборную Англии (до 20 лет) для подготовки к Кубку шести наций, однако предпочёл играть за сборную Фиджи. Он выступил за команду на молодёжном чемпионате мира в Аргентине в июне 2010 года.
В ноябре 2009 года Матавеси был вызван в сборную Фиджи на тест-матчи против Шотландии, Ирландии и Румынии вместо Камели Ратувоу. Дебютировал в матче против Шотландии, выйдя в стартовом составе на позиции фуллбэка и уйдя с поля во второй половине матча. В игре против Ирландии вышел на замену вместо фуллбэка Нормана Лигаири, в игре против Румынии вышел на позиции флай-хава после того, как Никки Литтл покинул расположение сборной. В игре против Румынии Матавеси набрал 9 очков, также проведя успешно три реализации из четырёх, а сборная Фиджи победила со счётом 29:18.
В составе сборной Фиджи Джош участвовал в тест-матчах в Европе в конце 2010 года, а в 2015 году был включён в заявку на чемпионат мира. Выходил на замену в играх против Уэльса и Уругвая.